# Commelinagewächse
Die Commelinagewächse (Commelinaceae) sind eine Familie in der Ordnung der Commelinaartigen (Commelinales) innerhalb der Bedecktsamigen Pflanzen (Magnoliopsida). Sie sind hauptsächlich in den Subtropen und Tropen beheimatet. Einige Arten sind in vielen Gebieten der Welt Neophyten. Viele Taxa dieser Familie werden als Zierpflanzen verwendet, in den gemäßigten Breiten besonders als Zimmerpflanzen bekannt.

## Beschreibung und Ökologie

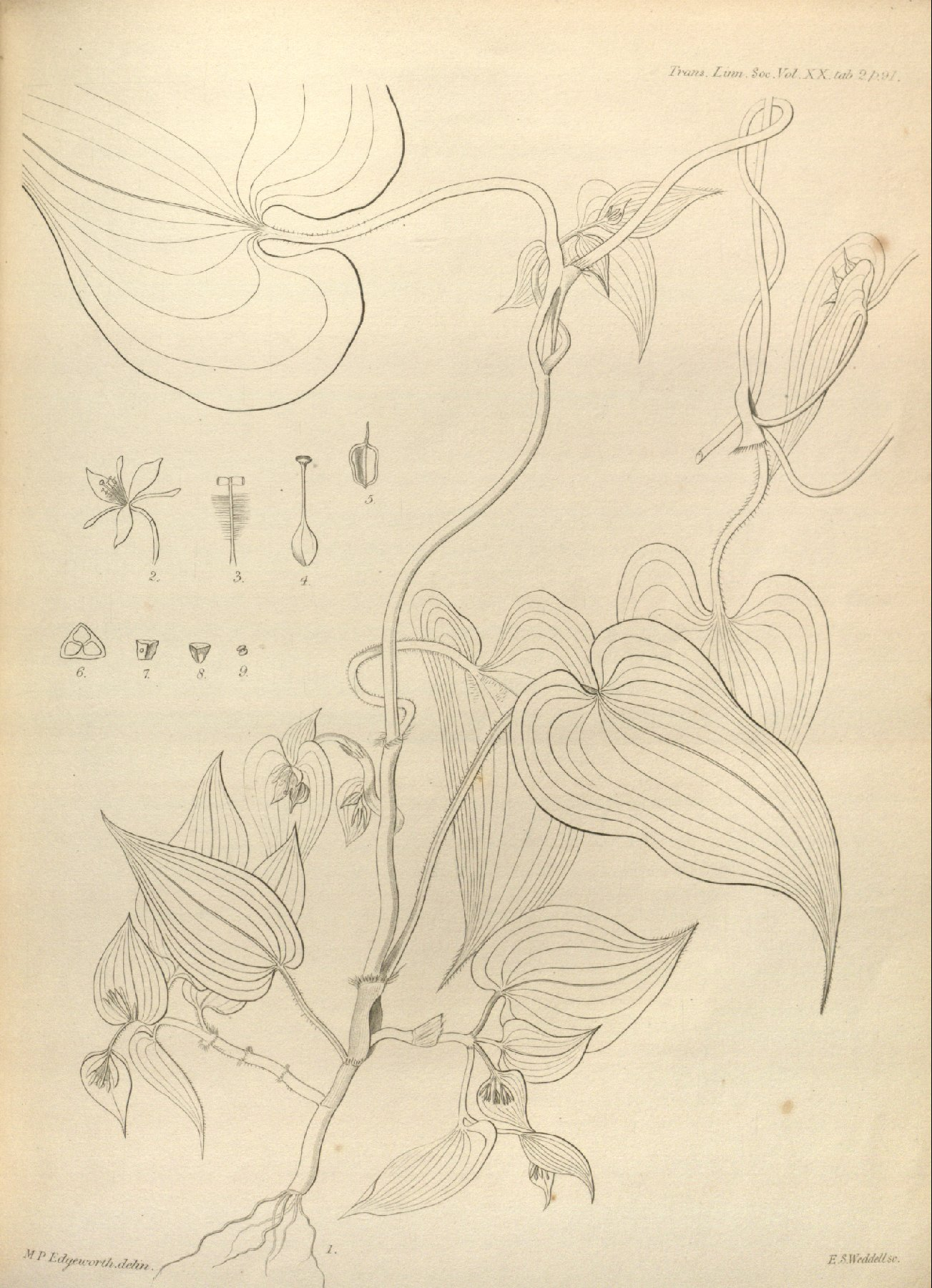
Illustration von Streptolirion volubile, aus Transaction Linnean Society, 1846

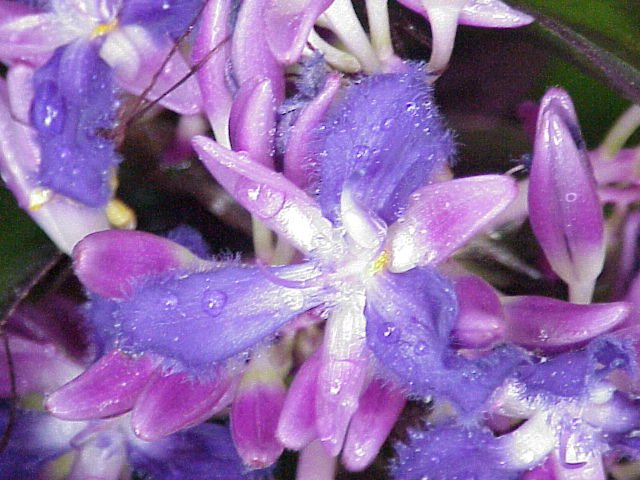
Blüte von Cochliostema velutinum

### Erscheinungsbild und Blätter
Es sind selten einjährige (beispielsweise alle Tinantia-Arten) oder meist immergrüne, ausdauernde krautige bis sukkulente Pflanzen, die manchmal an der Basis etwas verholzen. Arten in ariden Gebieten bilden Rhizome oder Wurzelknollen als Überdauerungsorgane. Sie wachsen selbständig aufrecht, kriechend, hängend oder kletternd (beispielsweise Palisota thollonii) und wenige Arten als Epiphyten (beispielsweise beide Cochliostema-Arten und Belosynapsis vivipara). Die jungen Stängel brechen oft leicht an den meist verdickten Knoten (Nodien).
Bei fast allen Commelinaceae sind nadelförmige Calciumoxalat-Kristalle (Raphiden) in Reihen („Raphidenkanälen“) vorhanden – sie fehlen nur bei Cartonema. Drüsige Mikrohaare sind bei allen Commelinoideae vorhanden – sie fehlen aber bei allen Cartonematoideae (ein wichtiges Merkmal um die beiden Unterfamilien zu trennen).

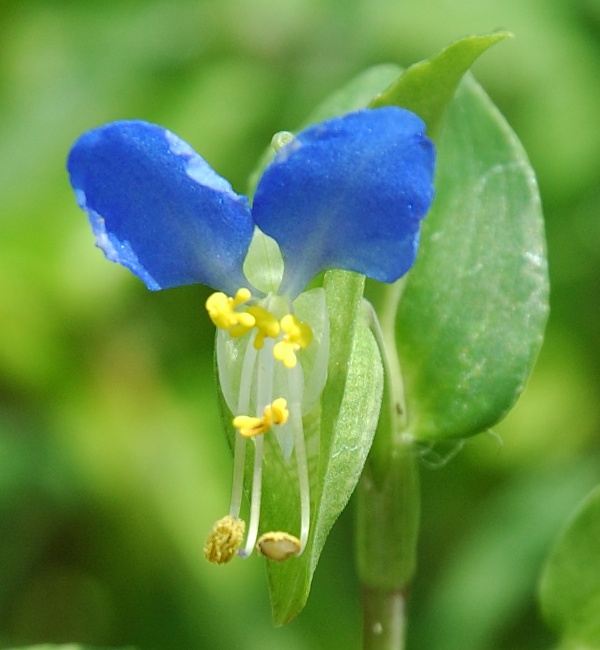
Zygomorphe Blüte von Commelina communis

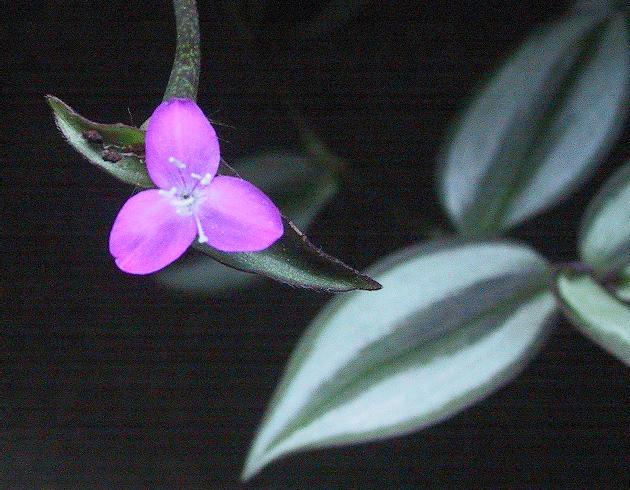
Radiärsymmetrische Blüte von Tradescantia zebrina

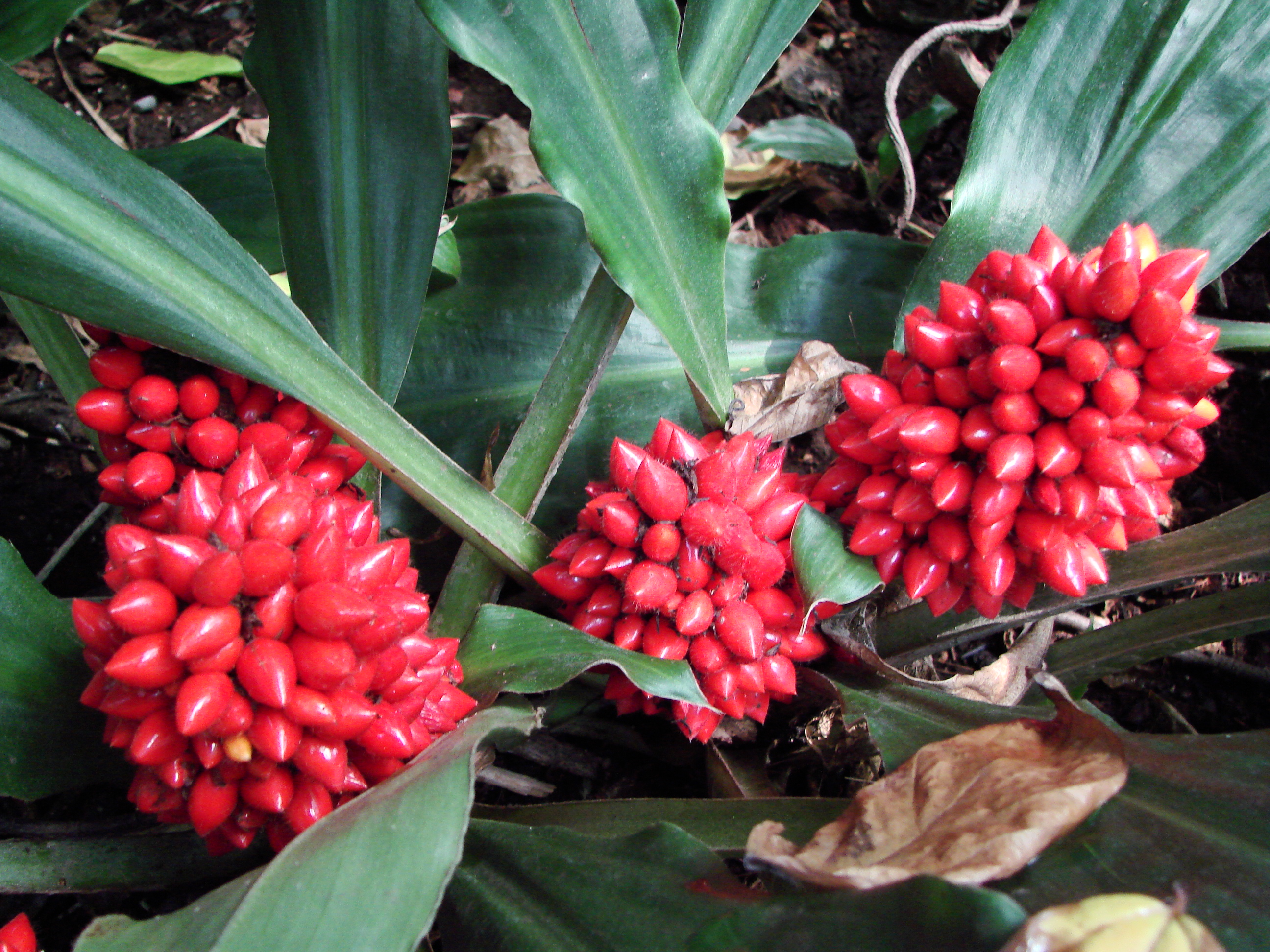
Tribus Tradescantieae Subtribus Palisotinae: Fruchtstände von Palisota barteri mit Beeren

Die wechselständig und spiralig oder zweizeilig in einer grundständigen Rosette oder am Stängel verteilt angeordneten Laubblätter sind gestielt oder ungestielt und besitzen eine Blattscheide. Oft umhüllt die Blattscheide den Stängel teilweise bis sich ihre Enden berühren. Die Laubblätter sind oft mehr oder weniger fleischig oder krautig. Die einfachen Blattspreiten ist parallelnervig und ganzrandig. Um die Stoma sind meist vier oder sechs, selten zwei Nebenzellen sehr charakteristisch angeordnet.

### Blütenstände, Blüten und Bestäubung
Die Blüten stehen selten einzeln, sondern meist zu vielen in unverzweigten oder verzweigten Blütenständen, die aus Zymen zusammengesetzt sind. Manchmal sind große Hochblätter vorhanden.
Die meist zwittrigen, selten eingeschlechtigen Blüten sind dreizählig und radiärsymmetrisch bis stark zygomorph. Es gibt einige einhäusig (monözisch) und zweihäusig (diözisch) getrenntgeschlechtige Arten. Die zwei Kreise mit je drei nicht gleichgestaltigen Blütenhüllblätter sind in Kelch- und Kronblätter gegliedert. Die drei Kelchblätter sind meist frei oder selten an ihrer Basis verwachsen. Die meist drei, manchmal genagelten Kronblätter sind oft frei oder manchmal im mittleren Bereich röhrig verwachsen. Manchmal ist ein Kronblatt anders gefärbt oder mehr oder weniger stark reduziert bis nur noch zwei Kronblätter erkennbar sind. Die Kronblätter können weiß, blau bis purpurfarben oder selten gelb (aber bei allen Cartonematoideae) sein. Es sind zwei Kreise mit je drei freien Staubblättern vorhanden. Entweder sind alle Staubblätter fertil oder nur zwei bis drei bis selten nur noch eines, dann sind Staminodien vorhanden. Die Staubfäden sind kahl oder besitzen oft auffällige Haare. Die Staubbeutel öffnen sich meist mit einem Längsschlitz und besitzen manchmal Anhängsel. Die meist sulcaten, zweizelligen Pollenkörner besitzen meist eine Apertur oder seltener zwei bis vier. Die drei Fruchtblätter sind zu einem oberständigen Fruchtknoten verwachsen mit einer bis einigen bis vielen (1 bis 50) aufsteigenden Samenanlagen je Fruchtknotenkammer. Der einfache Griffel endet in einer kleinen oder vergrößerten Narbe.
Die Bestäubung erfolgt autogam oder entomophil. Es wird kein Nektar produziert, sondern viele Arten besitzen einen sehr speziellen Anlockungsmechanismus: Es werden zwei verschiedene Staubblatttypen gebildet, neben den fertilen Staubblättern gibt es hellgelbe, sogenannte „Futterstaubblätter“, die die Bestäuber durch die Produktion kleiner Pollen anlocken, die diesen Insekten als Nahrung dienen. Bei einigen Arten werden auch spezielle Haare auf den Staubblättern gebildet, die den Bestäubern als Nahrung dienen.

### Früchte, Samen und Keimlinge
Es werden meist zwei- bis dreifächerige, meistens trockene, lokulizide Kapselfrüchte gebildet; selten sind sie fleischig und beerenähnlich (Pollia). Manchmal werden Beeren (Palisota) gebildet. Die Früchte enthalten wenige Samen. Die große Samen sind stärkehaltig und besitzen einen chlorophylllosen Embryo.
Es ist meist ein Keimblatt (Kotyledonen), manchmal sind aber zwei vorhanden. Ein Hypocotyl-Internodium ist oft vorhanden, manchmal ist es lang, oder es fehlt beispielsweise bei Cyanotis.

### Chromosomensätze und Inhaltsstoffe
Die Chromosomengrundzahlen sind unterschiedlich: meist x = 6 bis 16, möglich sind aber x = 4 bis 29. An Inhaltsstoffen können je nach Taxon beispielsweise Cyanidin, Proanthocyanidine, Alkaloide und bei Cyanotis Saponine vorhanden sein.

## Systematik

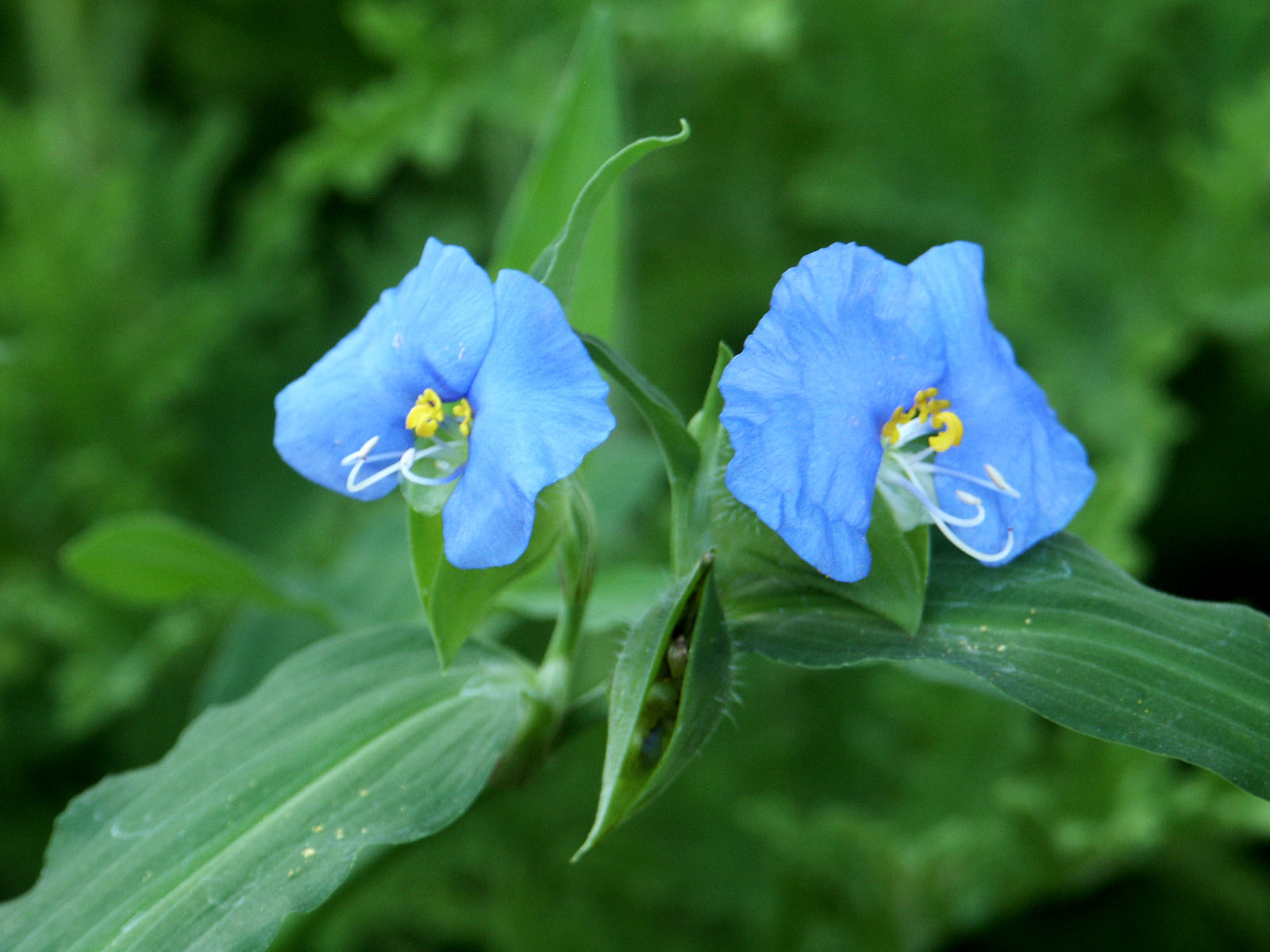
Tribus Commelineae: Commelina erecta

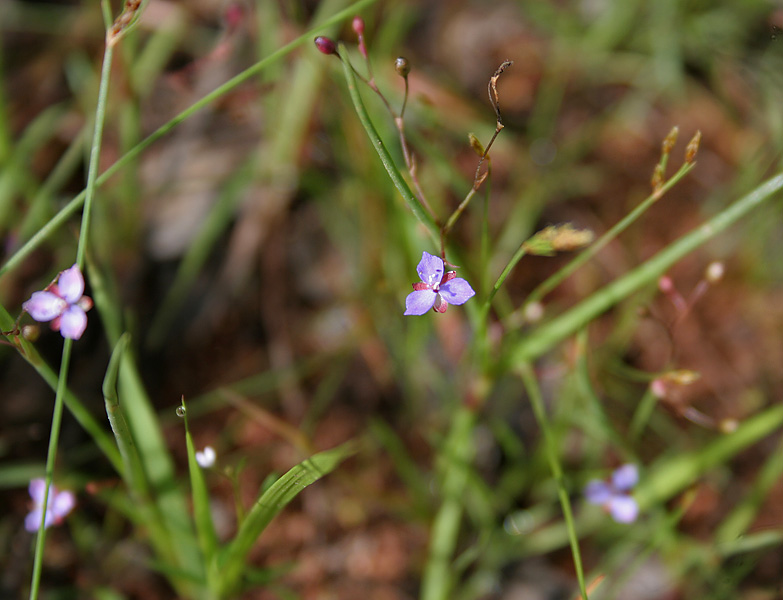
Tribus Commelineae: Murdannia edulis

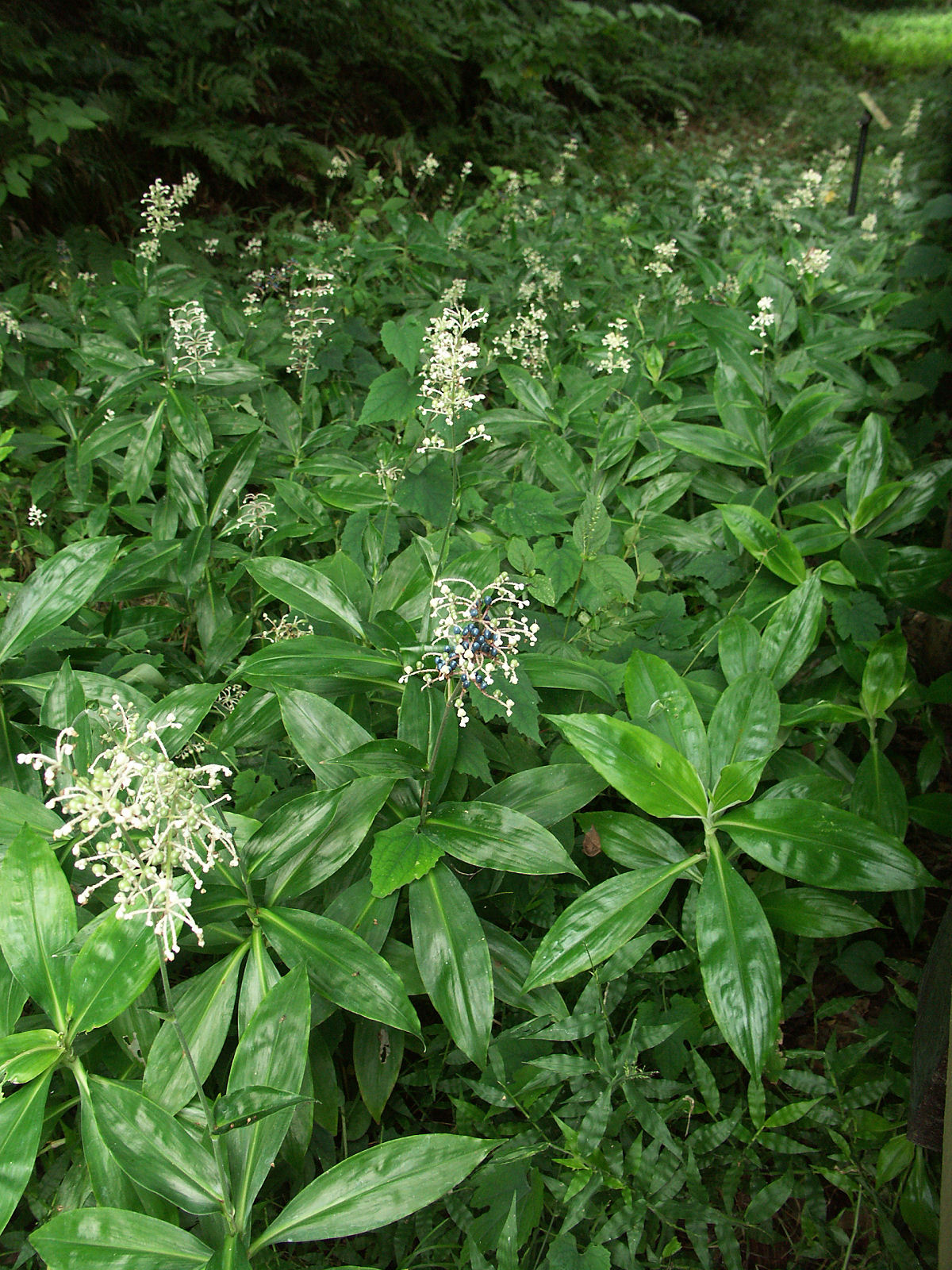
Tribus Commelineae: Pollia japonica

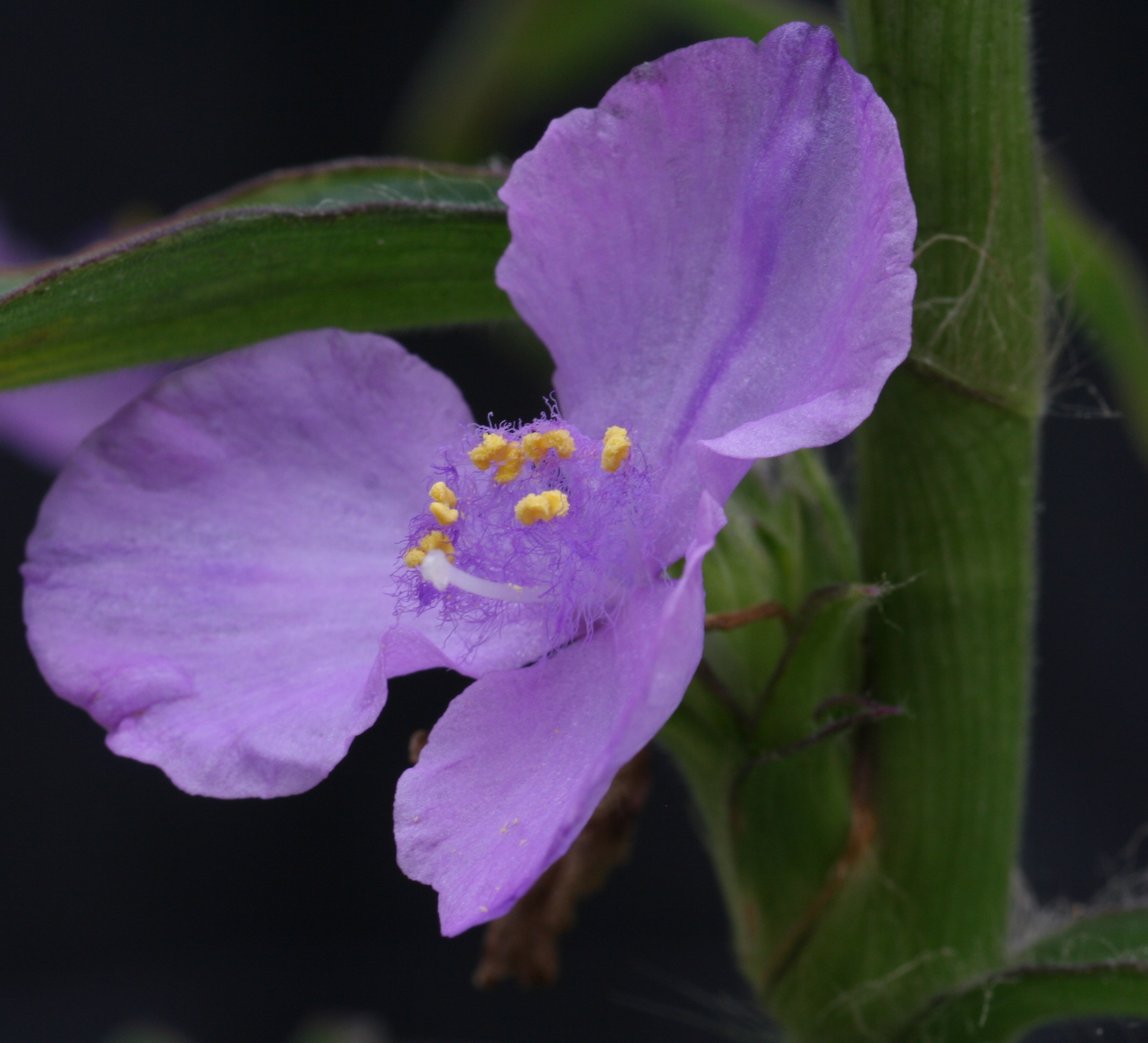
Tribus Tradescantieae Subtribus Coleotrypinae: Coleotrype natalensis

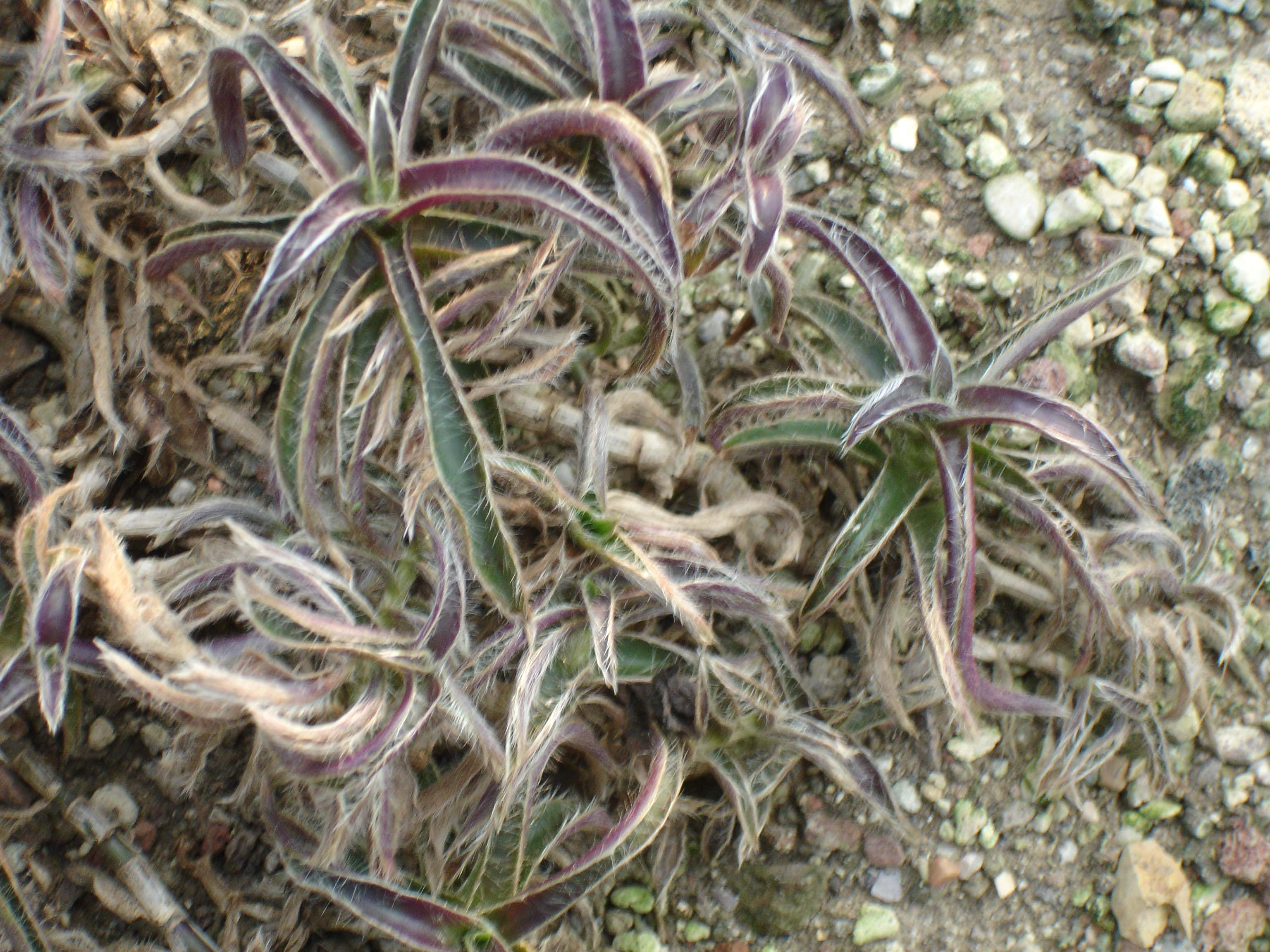
Tribus Tradescantieae Subtribus Cyanotinae: Cyanotis somalensis ist halbsukkulente Art aus Ostafrika und ist an ihren kleinen, längsgefalteten, behaarten Blättern zu erkennen

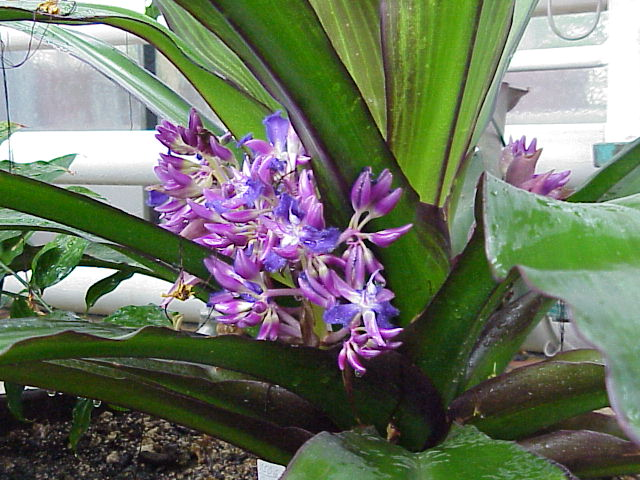
Tribus Tradescantieae Subtribus Dichorisandrinae: Habitus von Cochliostema velutinum

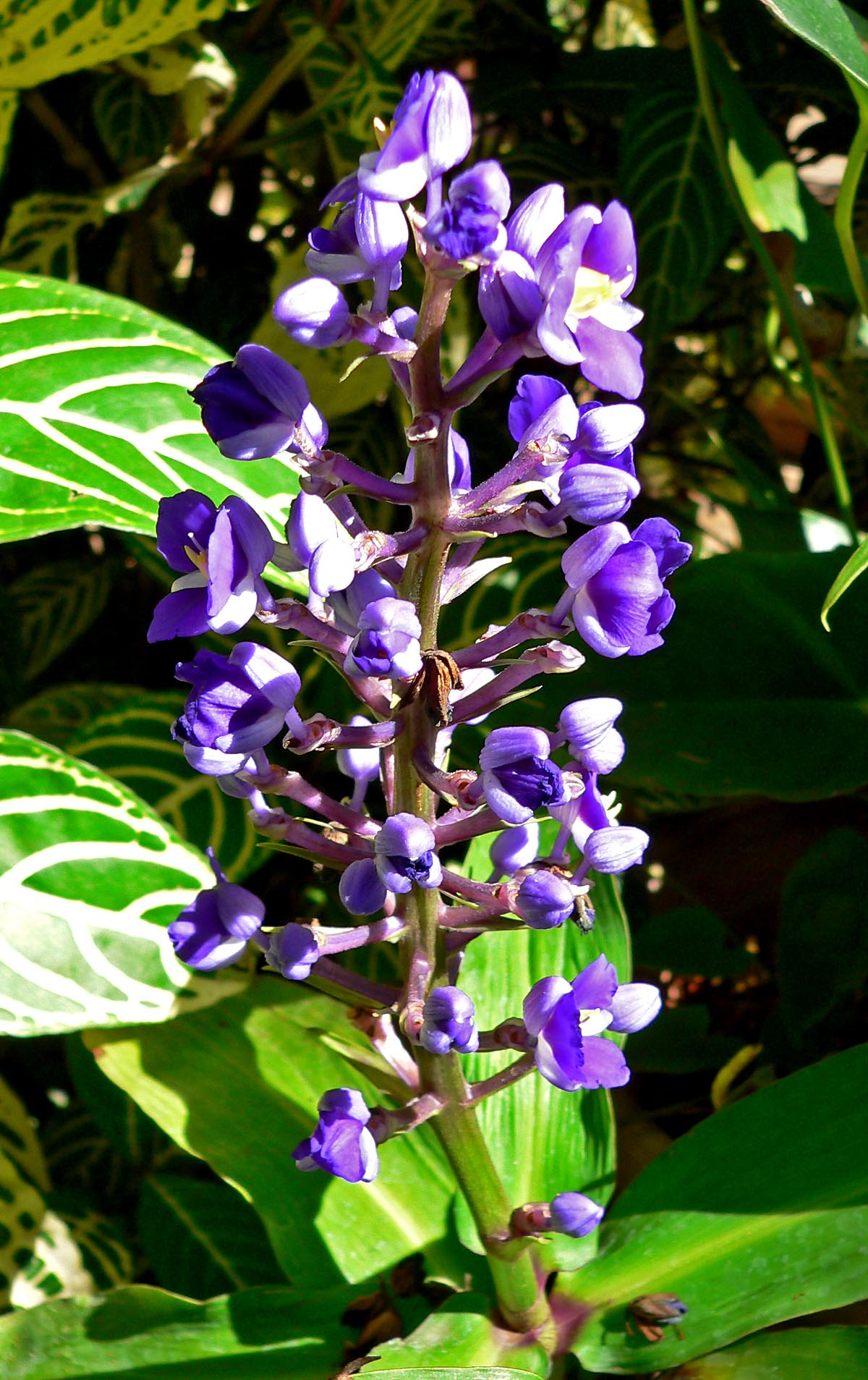
Tribus Tradescantieae Subtribus Dichorisandrinae: Dichorisandra thyrsiflora

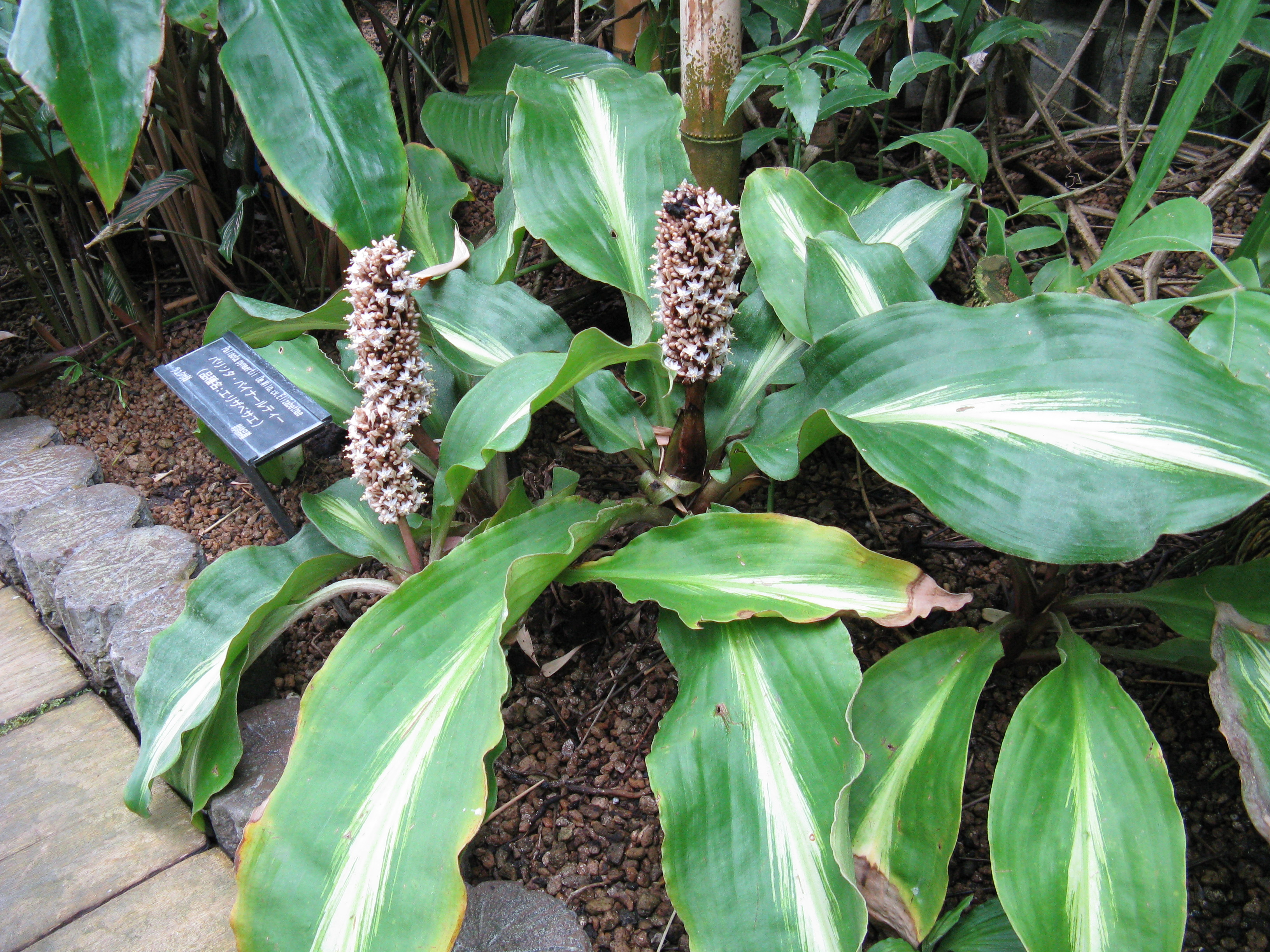
Tribus Tradescantieae Subtribus Palisotinae: Palisota pynaertii Sorte 'Elizabethae'

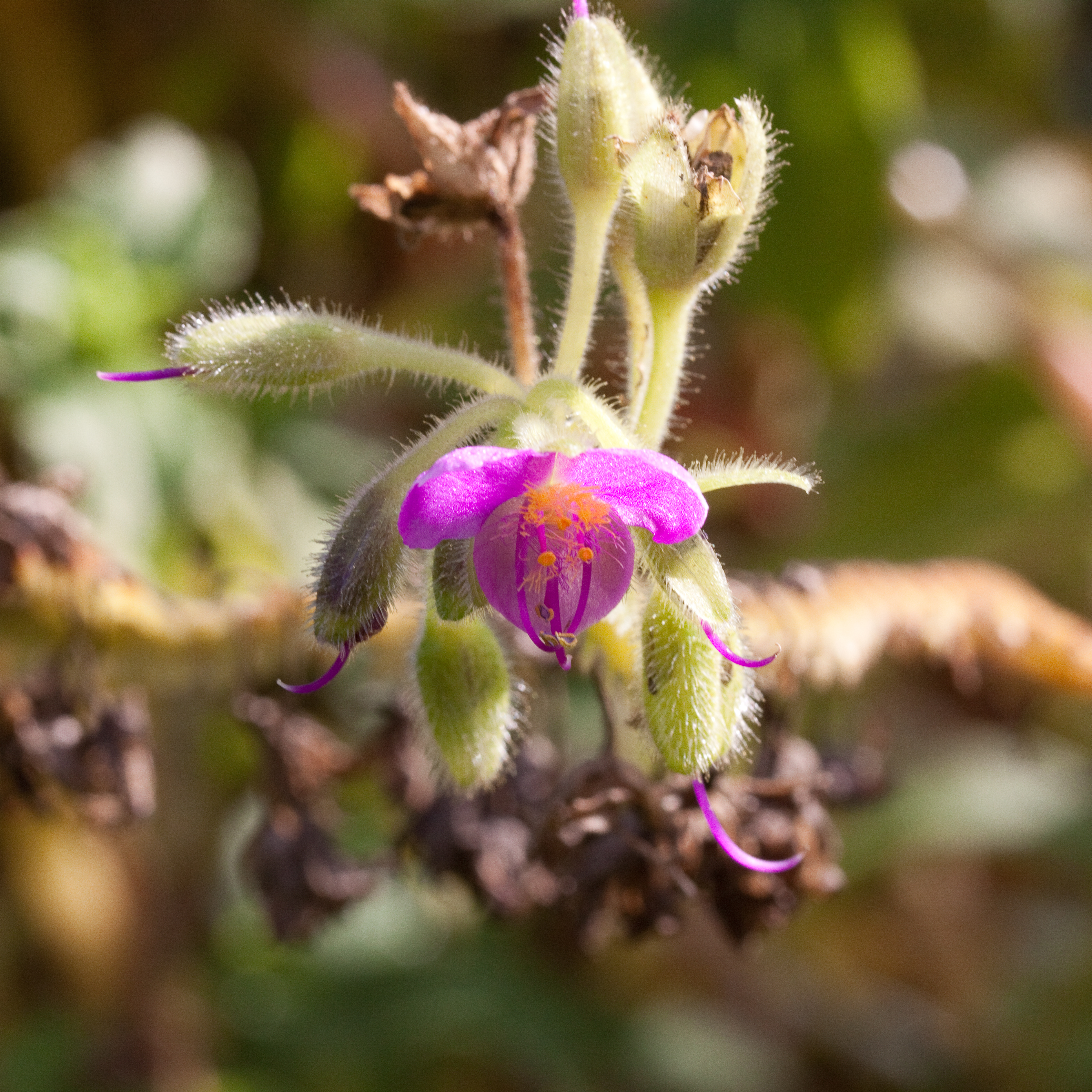
Tribus Tradescantieae Subtribus Thyrsantheminae: Blütenstand von Tinantia erecta

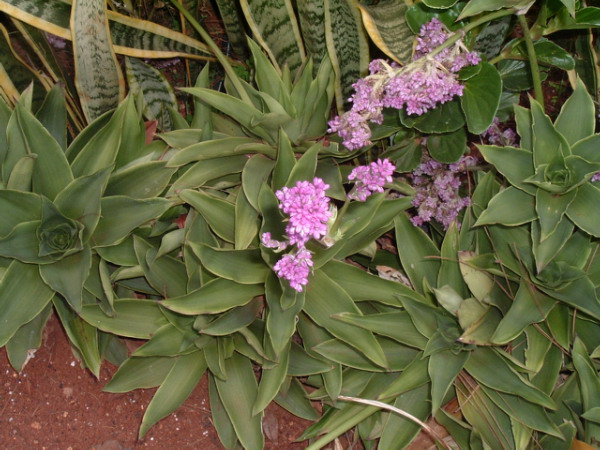
Tribus Tradescantieae Subtribus Tradescantiinae: Callisia warszewicziana, eine sukkulente Art

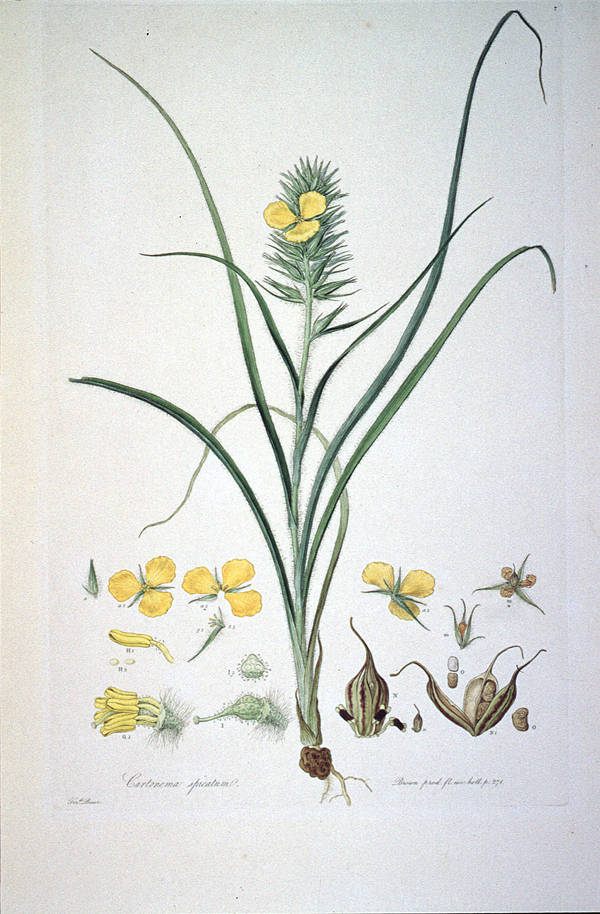
Unterfamilie Cartonematoideae Tribus Cartonemateae: Illustration von Cartonema spicatum

Die Familie Commelinaceae wurde 1804 durch Charles François Brisseau de Mirbel in Histoire naturelle, générale et particulière, des plantes, Band 8, S. 177 aufgestellt. Typusgattung ist Commelina L. Der botanische Gattungsname Commelina ehrt die holländischen Botaniker Jan Commelijn (1629–1692) und dessen Neffen Caspar Commelijn (ca. 1667–1731). Die Taxa der früheren Familien Cartonemataceae Pichon, Ephemeraceae und Tradescantiaceae Salisb. gehören entsprechend APG IV in die Familie der Commelinagewächse (Commelinaceae).
Die Familie Commelinaceae ist in zwei Unterfamilien mit jeweils zwei Tribus gegliedert und enthält etwa 40 Gattungen mit etwa 652 Arten (Stand Juli 2009):
- Unterfamilie Commelinoideae Eaton: Es sind immer drüsige Mikrohaare und Raphiden vorhanden. Sie enthält zwei Tribus mit etwa 38 Gattungen und etwa 640 Arten:
  - Tribus Commelineae (Meisner) Faden & D.Hunt: Sie enthält etwa 13 Gattungen, die hauptsächlich in der Paläotropis vorkommen:
    - Aneilema R.Br.: Die 60 bis 65 Arten sind hauptsächlich in Afrika verbreitet, aber zwei Arten kommen auch in der Neuen Welt vor. Hierher gehört auch:
      - Aneilema zebrinum Chiov. ex Chiarugi

    - Anthericopsis Engl.: Sie enthält nur eine Art:
      - Anthericopsis sepalosa (C.B.Clarke) Engl.: Sie ist von südlichen Äthiopien bis ins tropische Ostafrika verbreitet.[6]

    - Buforrestia C.B.Clarke: Von den nur drei Arten kommen zwei im tropischen Afrika und eine in den südamerikanischen Staaten Französisch-Guyana sowie Surinam vor.[6]
    - Tagblumen (Commelina L.): (Syn.: Erxlebia Medik., Hedwigia Medik., Lechea Lour., Ananthopus Raf., Allotria Raf., Dirtea Raf., Eudipetala Raf., Larnalles Raf., Nephralles Raf., Ovidia Raf., Allosperma Raf., Isanthina Rchb. ex Steud., Heterocarpus Wight, Disecocarpus Hassk., Omphalotheca Hassk., Phaeosphaerion Hassk., Spathodithyros Hassk., Trithyrocarpus Hassk., Athyrocarpus Schltdl. ex Benth. nom. illeg., Commelinopsis Pichon): Die etwa 170 Arten gedeihen hauptsächlich in den Tropen und Subtropen fast weltweit.[6] Es gibt mehrere als Zimmerpflanzen geeignete Arten.
    - Dictyospermum Wight: Die vier bis fünf Arten sind im tropischen Asien verbreitet.
    - Floscopa Lour. (Syn.: Dithyrocarpus Kunth): Sie ist pantropisch mit etwa 20 Arten verbreitet.
    - Murdannia Royle (Syn.: Aphylax Salisb. nom. nud., Ditelesia Raf., Talipulia Raf., Dilasia Raf., Streptylis Raf., Dichoespermum Wight, Prionostachys Hassk., Baoulia A.Chev.): Die etwa 50 Arten sind in den Tropen und Subtropen hauptsächlich in Asien verbreitet.
    - Pollia Thunb. (Syn.: Aclisia E.Mey. ex C.Presl, Lamprocarpus Blume): Die etwa 20 Arten sind im tropischen Afrika, auf Inseln des westlichen Indischen Ozeans, im tropischen bis subtropischen Asien und auf Inseln des südwestlichen Pazifischen Ozeans verbreitet. Eine Art kommt in Panama vor.[6]
    - Polyspatha Benth.: Die drei Arten sind im tropischen Afrika verbreitet. Darunter:
      - Polyspatha oligospatha Faden

    - Pseudoparis H.Perrier: Die etwa drei Arten sind in Madagaskar verbreitet.
    - Rhopalephora Hasskarl (Syn.: Piletocarpus Hassk.): Von den etwa vier Arten kommt eine (Rhopalephora rugosa) auf Madagaskar vor und die anderen sind vom südlichen Asien bis auf pazifischen Inseln verbreitet.[6]
    - Stanfieldiella Brenan: Die vier Arten sind im tropischen Afrika verbreitet.
    - Tricarpelema J.K.Morton: Von den etwa sieben Arten kommt eine (Tricarpelema africanum) im tropischen westlich-zentralen Afrika vor. Die anderen sind vom Himalaja über Tibet, Myanmar und Vietnam bis ins westliche sowie zentrale Malesien verbreitet.[6]

  - Tribus Tradescantieae (Meisner) Faden & D.Hunt: Sie enthält sieben Subtribus mit etwa 25 (bis 34) Gattungen und etwa 285 Arten:[7]
    - Subtribus Coleotrypinae Faden & D.Hunt: Sie enthält etwa drei Gattungen und ist monophyletisch:
      - Amischotolype Hassk.: Die etwa 20 Arten sind im tropischen Afrika und Asien verbreitet.
      - Coleotrype C.B.Clarke: Die etwa neun Arten in Südostafrika und Madagaskar verbreitet.
      - Porandra D.H.Hong: Die drei Arten sind in China, Laos, Thailand und Vietnam verbreitet.

    - Subtribus Cyanotinae (Pichon) Faden & D.Hunt: Sie enthält nur zwei Gattungen und ist monophyletisch:
      - Cyanotis D.Don (inklusive Amischophacelus R.Rao & Kamm.): Die etwa 50 Arten sind im tropischen und subtropischen Afrika und von Asien bis nördliche Australien verbreitet.
      - Belosynapsis Hassk.: Die etwa drei Arten sind im südlichen Asien verbreitet.

    - Subtribus Dichorisandrinae (Pichon) Faden & D.Hunt: Sie enthält etwa fünf Gattungen und ist polyphyletisch:
      - Schneckenfaden (Cochliostema Lem.): Es gibt nur zwei neotropische Arten. Darunter:
        - Duftender Schneckenfaden (Cochliostema odoratissimum Lem.)

      - Dichorisandra J.C.Mikan: Die etwa 38 Arten sind von Zentralamerika bis ins tropischen Südamerika verbreitet.
      - Geogenanthus Ule: Die etwa drei Arten sind im tropischen Südamerika verbreitet.
      - Plowmanianthus Faden & C.R.Hardy: Von den fünf Arten sind zwei in Panama und drei im Amazonasbecken verbreitet.[8]
      - Siderasis Raf.: Sie enthält nur eine Art:
        - Siderasis fuscata (Lodd.) H.E.Moore: Sie kommt in Brasilien vor.

    - Subtribus Palisotinae Faden & D.Hunt: Sie enthält nur eine Gattung:
      - Palisota Reichb.: Die etwa 25 Arten sind im tropischen Afrika verbreitet.

    - Subtribus Streptoliriinae Faden & D.Hunt: Sie enthält etwa drei Gattungen:
      - Aetheolirion Forman: Sie enthält nur eine Art:
        - Aetheolirion stenolobium Forman: Sie kommt in Thailand vor.

      - Spatholirion Ridl.: Die etwa drei Arten  sind in China, Thailand und Vietnam verbreitet.
      - Streptolirion Edgew.: Sie enthält nur eine Art:
        - Streptolirion volubile Edgew.: Sie gedeiht in Bhutan, China, Indien, Japan, Korea, Laos, Myanmar, Sikkim, Thailand und Vietnam.

    - Subtribus Thyrsantheminae Faden & D.Hunt: Sie enthält etwa fünf Gattungen in der Neuen Welt und ist polyphyletisch:[9]
      - Gibasoides D.R. Hunt: Sie enthält nur eine Art:
        - Gibasoides laxiflora (C.B.Clarke) D.R.Hunt: Sie kommt in mexikanischen Bundesstaaten Puebla, Morelos, Oaxaca vor.[6]

      - Matudanthus D.R.Hunt: Sie enthält nur eine Art:
        - Matudanthus nanus (M.Martens & Galeotti) D.R.Hunt: Sie kommt nur im mexikanischen Bundesstaat Oaxaca vor.[6]

      - Thyrsanthemum Pichon: Die etwa drei Arten sind in Mexiko verbreitet.[6]
      - Tinantia Scheidw. (Syn.: Pogomesia Raf., Commelinantia Tharp): Es gibt etwa 14 neotropische Arten.[6]
      - Weldenia Schult. f.: Sie enthält nur eine Art:
        - Weldenia candida Schult. f.: Sie ist von Mexiko bis Guatemala verbreitet.[6]

    - Subtribus Tradescantiinae Rohw.: Sie enthält etwa sechs Gattungen in der Neuen Welt und ist monophyletisch:[9]
      - Gibasis Raf.: Es gibt etwa elf neotropische Arten.[6]
      - Elasis D.R.Hunt: Sie enthält nur eine Art:
        - Elasis hirsuta (Kunth) D.R.Hunt: Sie kommt in Ecuador vor.[6]

      - Callisia Loefl. (Syn.: Wachendorfia Loefl., Hapalanthus Jacq., Aploleia Raf., Leiandra Raf., Phyodina Raf., Spironema Lindl. nom. illeg., Leptorhoeo C.B.Clarke, Cuthbertia Small, Tradescantella Small, Rectanthera O.Deg., Leptocallisia (Benth. & Hook. f.) Pichon, Hadrodemas H.E.Moore): Die etwa 20 Arten sind in der Neuen Welt verbreitet.[6] Es gibt einige als Zimmerpflanzen geeignete Arten.
      - Tripogandra Raf. (Syn.: Descantaria Schltdl., Donnellia C.B.Clarke ex Donn.Sm. nom. illeg., Neodonnellia Rose): Die etwa 22 Arten sind in der Neotropis verbreitet.[6]
      - Sauvallea C. Wright: Sie enthält nur eine Art:
        - Sauvallea blainii C.Wright: Sie kommt nur im westlichen Kuba in der Provinz Pinar del Río vor. Es wird vermutet, dass diese Art ausgestorben ist.[6][10]

      - Dreimasterblumen (Tradescantia L., Syn.: Ephemerum Mill., Zanonia Plum. ex Cramer, Etheosanthes Raf., Heminema Raf., Sarcoperis Raf., Tropitria Raf., Heterachthia Kunze, Gonatandra Schltdl., Disgrega Hassk., Knowlesia Hassk., Skofitzia Hassk. & Kanitz, Campelia Rich., Cymbispatha Pichon, Mandonia Hassk. nom. illeg., Neomandonia Hutch., Neotreleasea Rose, Rhoeo Hance, Separotheca Waterf., Setcreasea Schumann & Sydow, Treleasea Rose nom. illeg., Zebrina Schnizl.): Die etwa 70 Arten sind hauptsächlich in der Neotropis verbreitet. Viele als Zimmerpflanzen geeignete Arten, mit unterschiedlich gefärbten Blättern.[6]
- Unterfamilie Cartonematoideae G.C.Tucker: Die radiärsymmetrischen Blüten besitzen gelbe Kronblätter. Es sind keine drüsigen Mikrohaare vorhanden. Sie enthält zwei Tribus mit jeweils einer Gattung und insgesamt etwa zwölf Arten:
  - Tribus Cartonemateae:
    - Cartonema R.Br.: Die sieben bis elf Arten sind in Australien, Neuguinea und auf den indonesischen Aru-Inseln verbreitet.

  - Tribus Triceratelleae:
    - Triceratella Brenan: Sie enthält nur eine Art:
      - Triceratella drummondii Brenan: Sie kommt im tropischen Afrika Mosambik und Simbabwe vor.[6]

Die Familie Commelinaceae ist nach mit vielen molekulargenetischen Daten abgesichert monophyletisch. Nach Evans et al. 2003 und Burns et al. 2011 ergibt sich folgendes Kladogramm:
| Tribus Cartonemateae  | Cartonema    |
|                       | Cartonema    |
| Tribus Triceratelleae | Triceratella |
|                       | Triceratella |

|  | Weldenia      |
|  |               |
|  | Thyrsanthemum |
|  |               |

|                         | Elasis                 |
|                         |                        |
|                         | Tradescantia + Gibasis |
|                         |                        |
|                         | Callisia + Tripogandra |
| Vorlage:Klade/Wartung/3 |                        |

|  | Amischotolype |
|  |               |
|  | Coleotrype    |
|  |               |

|  | Cyanotis     |
|  |              |
|  | Belosynapsis |
|  |              |

|  | Amischotolype |
|  |               |
|  | Coleotrype    |
|  |               |

|  | Cyanotis     |
|  |              |
|  | Belosynapsis |
|  |              |

|  | Dichorisandra |
|  |               |
|  | Siderasis     |
|  |               |

|  | Weldenia      |
|  |               |
|  | Thyrsanthemum |
|  |               |

|                         | Elasis                 |
|                         |                        |
|                         | Tradescantia + Gibasis |
|                         |                        |
|                         | Callisia + Tripogandra |
| Vorlage:Klade/Wartung/3 |                        |

|  | Amischotolype |
|  |               |
|  | Coleotrype    |
|  |               |

|  | Cyanotis     |
|  |              |
|  | Belosynapsis |
|  |              |

|  | Amischotolype |
|  |               |
|  | Coleotrype    |
|  |               |

|  | Cyanotis     |
|  |              |
|  | Belosynapsis |
|  |              |

|  | Dichorisandra |
|  |               |
|  | Siderasis     |
|  |               |

|                                                 | Commelina               |
|                                                 |                         |
|                                                 | Pollia                  |
|                                                 |                         |
|                                                 | Polyspatha              |
|                                                 |                         |
|                                                 | Aneilema + Rhopalephora |
| Vorlage:Klade/Wartung/3 Vorlage:Klade/Wartung/4 |                         |

|  | Floscopa       |
|  |                |
|  | Stanfieldiella |
|  |                |

|  | Murdannia     |
|  |               |
|  | Anthericopsis |
|  |               |

|                                                 | Commelina               |
|                                                 |                         |
|                                                 | Pollia                  |
|                                                 |                         |
|                                                 | Polyspatha              |
|                                                 |                         |
|                                                 | Aneilema + Rhopalephora |
| Vorlage:Klade/Wartung/3 Vorlage:Klade/Wartung/4 |                         |

|  | Floscopa       |
|  |                |
|  | Stanfieldiella |
|  |                |

|  | Murdannia     |
|  |               |
|  | Anthericopsis |
|  |               |

|  | Weldenia      |
|  |               |
|  | Thyrsanthemum |
|  |               |

|                         | Elasis                 |
|                         |                        |
|                         | Tradescantia + Gibasis |
|                         |                        |
|                         | Callisia + Tripogandra |
| Vorlage:Klade/Wartung/3 |                        |

|  | Amischotolype |
|  |               |
|  | Coleotrype    |
|  |               |

|  | Cyanotis     |
|  |              |
|  | Belosynapsis |
|  |              |

|  | Amischotolype |
|  |               |
|  | Coleotrype    |
|  |               |

|  | Cyanotis     |
|  |              |
|  | Belosynapsis |
|  |              |

|  | Dichorisandra |
|  |               |
|  | Siderasis     |
|  |               |

|  | Weldenia      |
|  |               |
|  | Thyrsanthemum |
|  |               |

|                         | Elasis                 |
|                         |                        |
|                         | Tradescantia + Gibasis |
|                         |                        |
|                         | Callisia + Tripogandra |
| Vorlage:Klade/Wartung/3 |                        |

|  | Amischotolype |
|  |               |
|  | Coleotrype    |
|  |               |

|  | Cyanotis     |
|  |              |
|  | Belosynapsis |
|  |              |

|  | Amischotolype |
|  |               |
|  | Coleotrype    |
|  |               |

|  | Cyanotis     |
|  |              |
|  | Belosynapsis |
|  |              |

|  | Dichorisandra |
|  |               |
|  | Siderasis     |
|  |               |

|                                                 | Commelina               |
|                                                 |                         |
|                                                 | Pollia                  |
|                                                 |                         |
|                                                 | Polyspatha              |
|                                                 |                         |
|                                                 | Aneilema + Rhopalephora |
| Vorlage:Klade/Wartung/3 Vorlage:Klade/Wartung/4 |                         |

|  | Floscopa       |
|  |                |
|  | Stanfieldiella |
|  |                |

|  | Murdannia     |
|  |               |
|  | Anthericopsis |
|  |               |

|                                                 | Commelina               |
|                                                 |                         |
|                                                 | Pollia                  |
|                                                 |                         |
|                                                 | Polyspatha              |
|                                                 |                         |
|                                                 | Aneilema + Rhopalephora |
| Vorlage:Klade/Wartung/3 Vorlage:Klade/Wartung/4 |                         |

|  | Floscopa       |
|  |                |
|  | Stanfieldiella |
|  |                |

|  | Murdannia     |
|  |               |
|  | Anthericopsis |
|  |               |

| Tribus Cartonemateae  | Cartonema    |
|                       | Cartonema    |
| Tribus Triceratelleae | Triceratella |
|                       | Triceratella |

|  | Weldenia      |
|  |               |
|  | Thyrsanthemum |
|  |               |

|                         | Elasis                 |
|                         |                        |
|                         | Tradescantia + Gibasis |
|                         |                        |
|                         | Callisia + Tripogandra |
| Vorlage:Klade/Wartung/3 |                        |

|  | Amischotolype |
|  |               |
|  | Coleotrype    |
|  |               |

|  | Cyanotis     |
|  |              |
|  | Belosynapsis |
|  |              |

|  | Amischotolype |
|  |               |
|  | Coleotrype    |
|  |               |

|  | Cyanotis     |
|  |              |
|  | Belosynapsis |
|  |              |

|  | Dichorisandra |
|  |               |
|  | Siderasis     |
|  |               |

|  | Weldenia      |
|  |               |
|  | Thyrsanthemum |
|  |               |

|                         | Elasis                 |
|                         |                        |
|                         | Tradescantia + Gibasis |
|                         |                        |
|                         | Callisia + Tripogandra |
| Vorlage:Klade/Wartung/3 |                        |

|  | Amischotolype |
|  |               |
|  | Coleotrype    |
|  |               |

|  | Cyanotis     |
|  |              |
|  | Belosynapsis |
|  |              |

|  | Amischotolype |
|  |               |
|  | Coleotrype    |
|  |               |

|  | Cyanotis     |
|  |              |
|  | Belosynapsis |
|  |              |

|  | Dichorisandra |
|  |               |
|  | Siderasis     |
|  |               |

|                                                 | Commelina               |
|                                                 |                         |
|                                                 | Pollia                  |
|                                                 |                         |
|                                                 | Polyspatha              |
|                                                 |                         |
|                                                 | Aneilema + Rhopalephora |
| Vorlage:Klade/Wartung/3 Vorlage:Klade/Wartung/4 |                         |

|  | Floscopa       |
|  |                |
|  | Stanfieldiella |
|  |                |

|  | Murdannia     |
|  |               |
|  | Anthericopsis |
|  |               |

|                                                 | Commelina               |
|                                                 |                         |
|                                                 | Pollia                  |
|                                                 |                         |
|                                                 | Polyspatha              |
|                                                 |                         |
|                                                 | Aneilema + Rhopalephora |
| Vorlage:Klade/Wartung/3 Vorlage:Klade/Wartung/4 |                         |

|  | Floscopa       |
|  |                |
|  | Stanfieldiella |
|  |                |

|  | Murdannia     |
|  |               |
|  | Anthericopsis |
|  |               |

|  | Weldenia      |
|  |               |
|  | Thyrsanthemum |
|  |               |

|                         | Elasis                 |
|                         |                        |
|                         | Tradescantia + Gibasis |
|                         |                        |
|                         | Callisia + Tripogandra |
| Vorlage:Klade/Wartung/3 |                        |

|  | Amischotolype |
|  |               |
|  | Coleotrype    |
|  |               |

|  | Cyanotis     |
|  |              |
|  | Belosynapsis |
|  |              |

|  | Amischotolype |
|  |               |
|  | Coleotrype    |
|  |               |

|  | Cyanotis     |
|  |              |
|  | Belosynapsis |
|  |              |

|  | Dichorisandra |
|  |               |
|  | Siderasis     |
|  |               |

|  | Weldenia      |
|  |               |
|  | Thyrsanthemum |
|  |               |

|                         | Elasis                 |
|                         |                        |
|                         | Tradescantia + Gibasis |
|                         |                        |
|                         | Callisia + Tripogandra |
| Vorlage:Klade/Wartung/3 |                        |

|  | Amischotolype |
|  |               |
|  | Coleotrype    |
|  |               |

|  | Cyanotis     |
|  |              |
|  | Belosynapsis |
|  |              |

|  | Amischotolype |
|  |               |
|  | Coleotrype    |
|  |               |

|  | Cyanotis     |
|  |              |
|  | Belosynapsis |
|  |              |

|  | Dichorisandra |
|  |               |
|  | Siderasis     |
|  |               |

|                                                 | Commelina               |
|                                                 |                         |
|                                                 | Pollia                  |
|                                                 |                         |
|                                                 | Polyspatha              |
|                                                 |                         |
|                                                 | Aneilema + Rhopalephora |
| Vorlage:Klade/Wartung/3 Vorlage:Klade/Wartung/4 |                         |

|  | Floscopa       |
|  |                |
|  | Stanfieldiella |
|  |                |

|  | Murdannia     |
|  |               |
|  | Anthericopsis |
|  |               |

|                                                 | Commelina               |
|                                                 |                         |
|                                                 | Pollia                  |
|                                                 |                         |
|                                                 | Polyspatha              |
|                                                 |                         |
|                                                 | Aneilema + Rhopalephora |
| Vorlage:Klade/Wartung/3 Vorlage:Klade/Wartung/4 |                         |

|  | Floscopa       |
|  |                |
|  | Stanfieldiella |
|  |                |

|  | Murdannia     |
|  |               |
|  | Anthericopsis |
|  |               |

## Nutzung
Viele Arten der Familie Commelinaceae werden als Zierpflanzen in tropischen bis subtropischen Parks und Gärten verwendet. In den gemäßigten Breiten dienen einige Arten und ihre Sorten besonders als Zimmerpflanzen.